# Tubino nero Givenchy di Audrey Hepburn
Il tubino nero Givenchy indossato da Audrey Hepburn nel film Colazione da Tiffany, diretto da Blake Edwards nel 1961, è considerato uno degli abiti più influenti nella storia dell'abbigliamento e del costume del ventesimo secolo.

## Storia
Audrey Hepburn era considerata la musa dello stilista francese Hubert de Givenchy a cui fu legata, per tutta la vita, da un forte sentimento di amicizia, tanto che la Hepburn si riferiva allo stilista come il "suo più grande amico", mentre Givenchy parlava di lei come di una "sorella". I due si erano conosciuti in occasione della collaborazione fornita dallo stilista per il film Sabrina, del 1954. A Givenchy, il regista Billy Wilder - che ricopriva nel film anche il ruolo di produttore - si era rivolto, dietro suggerimento dell'attrice, dopo il rifiuto opposto da Cristóbal Balenciaga alla realizzazione degli abiti di scena per la pellicola; lo stilista francese propose alla Hepburn di scegliere alcuni abiti dalla sua collezione e da quel momento ebbe inizio un duraturo sodalizio professionale - e personale - che avrebbe visto Givenchy firmare la maggior parte dei modelli indossati dalla Hepburn nei suoi film e guardare all'attrice come una fonte di ispirazione per le sue creazioni come nel caso del celebre profumo L'interdit.
Nel 1961, il tubino nero disegnato da Givenchy divenne il protagonista della famosa scena di apertura della commedia romantica di Blake Edwards, Colazione da Tiffany, dove la Hepburn è protagonista a fianco dell'attore George Peppard. Il film si apre proprio con l'attrice, nel ruolo di Holly Golightly, che scende da un taxi indossando il tubino e consuma un croissant mentre osserva le vetrine di Tiffany; lo stesso abito indossato dall'attrice compare, inoltre, in quasi tutte le versioni della locandina del film.
Una copia del celebre tubino fu battuta ad un'asta di Christie's, il 5 dicembre 2006, ed acquistata da un anonimo compratore, che comunicò l'offerta telefonicamente. Il prezzo di vendita stimato dalla casa d'aste si aggirava fra le 50 000 e le 70 000 sterline, ma il prezzo di realizzo finale fu di ben 467 200 sterline (al cambio 923 187 dollari).

## Design
Il modello di Givenchy è un tubino di raso nero italiano. Si tratta di un abito da sera senza maniche, con gonna lunga sin quasi al suolo, leggermente stretta in vita e con uno spacco fino alla coscia da un lato. Il corpetto è leggermente aperto sulla parte posteriore con un décolleté che lascia scoperte le spalle. Nel film, Audrey Hepburn lo indossa abbinato ad un paio di guanti dello stesso colore lunghi sino al gomito, e ad alcuni fili di perle.

## Impatto nella storia del costume
Nel 2007, la rivista britannica Daily Mail realizzò un sondaggio fra i suoi lettori, per scegliere il capo d'abbigliamento che non dovrebbe mai mancare nel guardaroba di una donna. Il capo d'abbigliamento più votato risultò essere proprio il tubino lanciato da Givenchy che si piazzò al primo posto, davanti ai jeans e al wonderbra. Qualche anno dopo, anche il sito web di moda Glamour.com classificò l'abito indossato dalla Hepburn come uno tra più famosi della storia.
In un sondaggio condotto nel 2010 dalla catena di videonoleggi LoveFilm in occasione dell'uscita del DVD di Sex and the City, l'abito fu scelto come il migliore mai indossato da una donna in un film. A questo proposito, Helen Cowley, editrice di Lovefilm, ebbe a dichiarare: «Audrey Hepburn ha davvero reso quel piccolo vestito nero un caposaldo della moda che ha retto al passaggio del tempo, nonostante la concorrenza di alcune tra le donne più eleganti e alla moda della sua epoca». Nella medesima classifica, al sesto posto, compariva anche l'abito bianco con cappello in coordinato, indossato dalla Hepburn in My Fair Lady.
Nel novembre 2006, Natalie Portman apparve sulla copertina di Harper's Bazaar, indossando la stessa mise della Hepburn nel film Colazione da Tiffany.